# Muscardinus helleri
Muscardinus helleri — вимерлий вид гризунів родини вовчкових (Gliridae).

## Поширення
Цей вид ліскульок був виявлений в Німеччині. Він жив у епоху пліоцену.